# Darío Molina
Darío Molina Sanhueza (20 de junio de 1966) es un político chileno, miembro de la Unión Demócrata Independiente (UDI). Se desempeñó como diputado por el distrito 9 entre 1998 y 2002. Entre marzo y diciembre de 2018 fue gobernador de la Provincia de Limarí.

## Biografía
Nació el 20 de junio de 1966. Divorciado y tiene tres hijos.
Realizó sus estudios primarios en el Colegio Regina Pacis, mientras que los secundarios en el Liceo N.° 7 de Hombres de Ñuñoa. Luego de finalizar su etapa escolar, ingresó a la Universidad Católica de Chile, donde cursó seis semestres de Licenciatura en Historia y Geografía. Posteriormente, se incorporó a la Universidad Diego Portales, donde cursó otros seis semestres de Derecho.
En el ámbito laboral, en 1990 trabajó como asesor del Vicepresidente de la Cámara de Diputados, Juan Antonio Coloma Correa, retomándolo entre 1992 y 1997. 
Inició sus actividades políticas durante su época de estudiante al asumir como Presidente del Movimiento Gremial del Instituto de Historia de la Universidad Católica en 1984. Luego, en 1987 se incorporó al partido Unión Demócrata Independiente, donde ocupó los cargos de Vicepresidente de la Juventud y de Vicepresidente de la Región Metropolitana en 1995.
En 1997 fue elegido Diputado por el distrito N.°9 correspondiente a las comunas de Canela, Combarbalá, Illapel, Los Vilos, Monte Patria, Punitaqui y Salamanca, Cuarta Región para el período de 1998 a 2002. Participó de las Comisiones de Minería y Energía y de Derechos Humanos, Nacionalidad y Ciudadanía.
En diciembre de 2001 fue reelegido diputado en representación de la UDI para el período 2002 a 2006 por el mismo distrito.
Participó en las Comisiones de Economía y la Pesca, Acuicultura e Intereses Marítimos.
En las elecciones parlamentarias de 2005 y 2009 buscó la reelección como diputado, sin éxito.
Entre marzo y diciembre de 2018 fungió como Gobernador de la Provincia de Limarí, bajo el gobierno de Sebastián Piñera.

## Historial electoral

### Elecciones parlamentarias de 1997
- Elecciones parlamentarias de 1997 a Diputado por el distrito 9 (Combarbalá, Canela, Illapel, Los Vilos, Punitaqui,  Salamanca  y Monte Patria)[3]

### Elecciones parlamentarias de 2001
- Elecciones parlamentarias de 2001 a Diputado por el distrito 9 (Combarbalá, Canela, Illapel, Los Vilos, Punitaqui,  Salamanca  y Monte Patria)[4]

### Elecciones parlamentarias de 2005
- Elecciones parlamentarias de 2005 a Diputado por el distrito 9 (Combarbalá, Canela, Illapel, Los Vilos, Punitaqui,  Salamanca  y Monte Patria)[5]

### Elecciones parlamentarias de 2009
- Elecciones parlamentarias de 2009 a Diputado por el distrito 9 (Combarbalá, Canela, Illapel, Los Vilos, Punitaqui,  Salamanca  y Monte Patria)[6]